# Аєн Мак-Доналд-Сміт
Аєн Мак-Доналд-Сміт (англ. Iain MacDonald-Smith, 3 липня 1945) — британський яхтсмен.
Олімпійський чемпіон 1968 року в класі Летючий голандець.